# Męczennica groniasta
Męczennica groniasta (Passiflora racemosa Brot.) – gatunek rośliny z rodziny męczennicowatych (Passifloraceae Juss. ex Kunth in Humb.). Występuje endemicznie w Brazylii w stanach Espírito Santo, Rio de Janeiro oraz São Paulo. 

## Morfologia

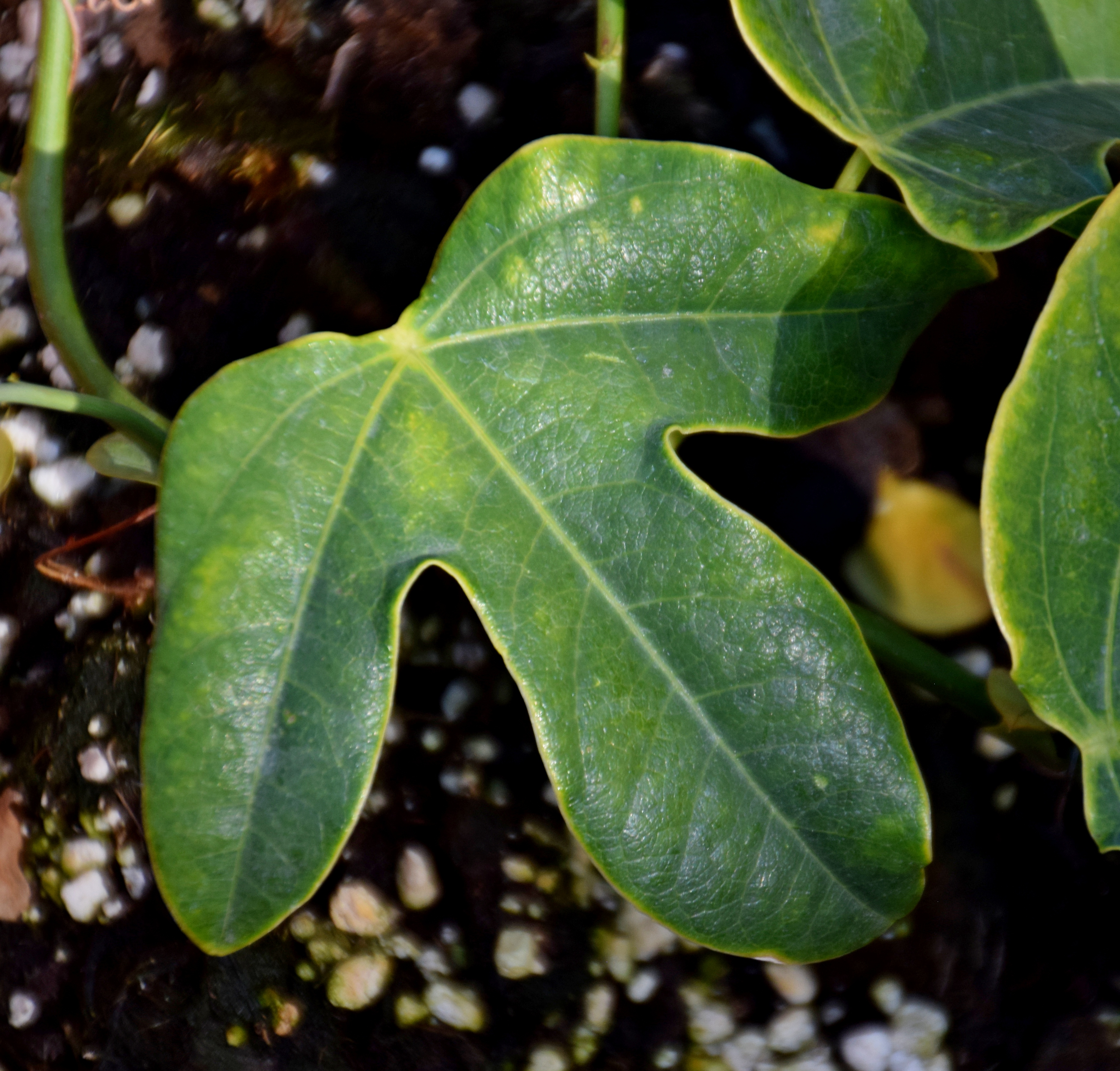
Blaszka liściowa

PokrójZdrewniałe, trwałe, nagie liany.
LiściePotrójnie klapowane, sercowate u podstawy, skórzaste. Mają 6–12,5 cm długości oraz 6–14 cm szerokości. Całobrzegie, z ostrym wierzchołkiem. Ogonek liściowy jest nagi i ma długość 20–42 mm. Przylistki są owalne o długości 1–2 mm.
KwiatyDziałki kielicha są podłużne, czerwone, mają 3,5–4,5 cm długości. Płatki są podłużne, czerwone, mają 3,2–4,3 cm długości. Przykoronek ułożony jest w trzech rzędach, biało-czerwonawy, ma 2–12 mm długości.
OwoceSą podłużnego kształtu. Mają 5–7 cm długości i 1,5–3 cm średnicy.